# Torpedowce typu Trat
Torpedowce typu Trat – syjamskie torpedowce z lat 30. XX wieku i okresu II wojny światowej. W latach 1935–1937 we włoskiej stoczni Cantieri Riuniti dell’Adriatico w Monfalcone zbudowano dziewięć okrętów tego typu. Jednostki weszły w skład Królewskiej Marynarki Wojennej Syjamu w latach 1936–1937 i wzięły udział w wojnie francusko-tajlandzkiej, ze stratą dwóch okrętów. Pozostałe jednostki zostały w latach 60. przebudowane na ścigacze okrętów podwodnych, a ze służby wycofano je w latach 1975–1977. Jeden z okrętów został odrestaurowany i ustawiony na lądzie jako pomnik we wrześniu 1980 roku.

## Projekt i budowa
Dwa pierwsze torpedowce typu Trat zamówione zostały przez Syjam we włoskiej stoczni Cantieri Riuniti dell’Adriatico (CRDA) w Monfalcone w 1933 roku. Budowę drugiej serii siedmiu okrętów zlecono stoczni w lipcu 1935 roku, za kwotę 3 900 000 bahtów (ok. 350 000 £). Projekt jednostek był oparty na konstrukcji austro-węgierskich pełnomorskich torpedowców typu Tb 98 M z okresu I wojny światowej, które zostały zbudowane w tej stoczni (ówcześnie znanej pod nazwą Cantieri Navale Triestino). W porównaniu do swych protoplastów sprzed 20 lat nowe okręty miały większe wymiary i nowocześniejszą sylwetkę, a także część rozwiązań konstrukcyjnych zaczerpniętych z nowocześniejszych włoskich torpedowców typów Orsa i Spica. Na okrętach zamontowano uzbrojenie produkcji brytyjskiej firmy Vickers-Armstrong.
Wszystkie okręty typu Trat zbudowane zostały w stoczni CRDA w Monfalcone. Stępki okrętów położono w latach 1935–1936, zostały zwodowane w latach 1935–1937, a do służby w Królewskiej Marynarce Wojennej Syjamu przyjęto je w latach 1936–1937. Jednostki otrzymały numery taktyczne 11–13, 21–23 i 31–33 oraz nazwy nadmorskich prowincji Syjamu.
| Okręt              | Stocznia | Początek budowy  | Wodowanie            | Wejście do służby |
| ------------------ | -------- | ---------------- | -------------------- | ----------------- |
| „Trat” (11)        | CRDA     | 9 lutego 1935    | 25 września 1935     | 19 marca 1936     |
| „Phuket” (12)      | CRDA     | 7 marca 1935     | 26 października 1935 | 19 marca 1936     |
| „Pattani” (13)     | CRDA     | 31 marca 1936    | 16 października 1936 | 21 marca 1937     |
| „Surasdra” (21)    | CRDA     | 31 marca 1936    | 16 listopada 1936    | 21 marca 1937     |
| „Chanthaburi” (22) | CRDA     | 6 czerwca 1936   | 28 listopada 1936    | 21 marca 1937     |
| „Rayong” (23)      | CRDA     | 6 czerwca 1936   | 16 grudnia 1936      | 21 marca 1937     |
| „Chumphon” (31)    | CRDA     | 7 lipca 1936     | 11 stycznia 1937     | 21 marca 1937     |
| „Chonburi” (32)    | CRDA     | 22 sierpnia 1936 | 18 stycznia 1937     | 21 marca 1937     |
| „Songkhla” (33)    | CRDA     | 22 sierpnia 1936 | 10 lutego 1937       | 21 marca 1937     |

## Dane taktyczno–techniczne
Okręty były małymi torpedowcami, z klasycznym dla okrętów tej klasy wyglądem: uskokiem pokładu na 1/3 długości kadłuba, piętrową nadbudówką i pojedynczym kominem. Długość całkowita wynosiła 68 metrów (67 metrów na konstrukcyjnej linii wodnej), maksymalna szerokość 6,45 metra (6,35 metra na owrężu) i średnie zanurzenie 2,15 metra (maksymalne 2,8 metra). Wyporność standardowa wynosiła 318 ton, konstrukcyjna 363 tony, a pełna 470 ton. Okręty napędzane były przez dwa zestawy turbin parowych systemu Parsonsa o łącznej mocy 8800 koni mechanicznych (KM), do których parę dostarczały dwa kotły Yarrow. Prędkość maksymalna napędzanych dwiema śrubami jednostek wynosiła 31 węzłów. Okręty zabierały 102 tony mazutu, co pozwalało osiągnąć zasięg wynoszący 870 Mm przy prędkości maksymalnej, 1700 Mm przy 15 węzłach i 3500 Mm przy prędkości ekonomicznej 12 węzłów. Autonomiczność wynosiła 3-4 doby.
Okręty wyposażone były w sześć wyrzutni torped kalibru 450 mm (18 cali) – dwa podwójne aparaty na śródokręciu oraz dwie pojedyncze na każdej z burt, na wysokości nadbudówki. Torpedy Mark XI miały masę 680 kg (w tym głowica bojowa 211 kg), maksymalną prędkość 40 węzłów i zasięg wynoszący 1370 metrów przy prędkości maksymalnej i 3660 m przy 25 węzłach. Uzbrojenie artyleryjskie stanowiły trzy pojedyncze działa uniwersalne kalibru 76 mm (3 cale) QF 20 cwt L/50 (umieszczone na pokładzie dziobowym, na platformie na śródokręciu i na rufie). Masa działa z podstawą wynosiła 3 tony, masa zespolonego naboju 7,3 kg, kąt podniesienia lufy od -10 do +90°, prędkość wylotowa pocisku 750 m/s, donośność maksymalna 9000 metrów (efektywna 5000 metrów), a szybkostrzelność 18 strz./min. Broń małokalibrową stanowiły dwa pojedyncze działka automatyczne Oerlikon kal. 20 mm L/70, umieszczone ponad wyrzutniami torpedowymi na śródokręciu. Masa działka bez podstawy wynosiła 68 kg, masa scalonego naboju 86 g, kąt podniesienia lufy od -15 do +90°, prędkość wylotowa pocisku 840 m/s, donośność maksymalna 4400 metrów przy kącie podniesienia 45° (efektywna 915 metrów), a szybkostrzelność efektywna 300 strz./min. Dodatkowo na okrętach zamontowano cztery pojedyncze karabiny maszynowe kal. 8 mm L/80.
Załoga pojedynczego okrętu składała się początkowo z 8 oficerów oraz 62 podoficerów i marynarzy.

## Służba
19 marca 1936 roku, po dwumiesięcznym rejsie, „Phuket” oraz „Trat” przybyły do Syjamu, a kolejnych siedem jednostek opuściło Włochy w połowie kwietnia 1937 roku i przybyło do Bangkoku na przełomie maja i czerwca. 5 października 1938 roku dokonano ponownej uroczystej ceremonii wcielenia okrętów do służby. Torpedowce weszły w skład 1. Dywizjonu 1. Flotylli („Phuket”, „Pattani” i „Surasdra”), 2. Dywizjonu 2. Flotylli („Trat”, „Chanthaburi” i „Chumphon”) oraz 3. Dywizjonu 1. Flotylli („Rayong”, „Chonburi” i „Songkhla”). Po rozpoczęciu wojny francusko-tajlandzkiej w grudniu 1940 roku oba dywizjony 1. Flotylli przebazowano w rejon archipelagu Ko Chang (w celu ochrony przewidywanego rejonu działań wojennych), a 2. Dywizjon został skierowany w rejon Samut Prakan, w celu ochrony stolicy przed możliwym francuskim desantem. 17 stycznia 1941 roku 3. Dywizjon kotwiczył nieopodal wyspy Ko Chang i został zaskoczony przez okręty francuskiej 7. Grupy Specjalnej. Wywiązała się bitwa, w wyniku której francuskie awiza zatopiły ogniem artylerii „Chonburi” i „Songkhla”.
Na przełomie lat 40. i 50. ocalałe jednostki otrzymała nowe numery burtowe (1–7). Podczas próby przewrotu wojskowego w Bangkoku, 3 lipca 1951 roku w porcie rozgorzały zacięte walki, w wyniku których zostały uszkodzone „Phuket” i „Trat”. W pierwszej połowie lat 60. wszystkie jednostki przebudowano na ścigacze okrętów podwodnych: na każdym zamontowano radar i sonar, usunięto dwie pojedyncze wyrzutnie torped, cztery karabiny maszynowe i wszystkie działa artylerii głównej, które zastąpiono dwoma amerykańskimi działami 76 mm Mark 22 i pojedynczym działkiem przeciwlotniczym Bofors kal. 40 mm Mark 1. Prędkość maksymalna okrętów wynosiła w tym okresie 25 węzłów, spadł też zasięg – do 850 Mm przy 15 węzłach. Na przełomie lat 60. i 70. na czterech jednostkach zdemontowano jeden podwójny aparat torpedowy oraz wszystkie działa kalibru 76 i 20 mm, w zamian montując drugie działko Boforsa. Okręty zostały wycofane ze służby w latach 1975–1976, po czym złomowano je w 1982 roku (z wyjątkiem „Chumphona”, który został odrestaurowany i ustawiony na lądzie jako pomnik w miejscowości Hatsairi (na pozycji 10°23′54,4″N 99°16′45,5″E/10,398444 99,279306) 27 września 1980 roku).